# محوطه سیدسرا ۲ (املش)
محوطه سید سرا B مربوط به دوران‌های تاریخی پس از اسلام است و در شهرستان املش، بخش رانکوه، روستای سید سرا واقع شده و این اثر در تاریخ ۲ آبان ۱۳۸۲ با شمارهٔ ثبت ۱۰۶۵۵ به‌عنوان یکی از آثار ملی ایران به ثبت رسیده است.